# Markersdorf-Haindorf
Markersdorf-Haindorf est une commune autrichienne du district de Sankt Pölten-Land en Basse-Autriche.